# Roland Betsch
Roland Peter Martin Betsch (* 3. November 1888 in Pirmasens; † 6. April 1945 in Ettlingen) war ein deutscher Ingenieur, Schriftsteller, Erzähler und Dramatiker; er war Mitglied des Bamberger Dichterkreises und des Corps Germania München.

## Leben
Roland Betsch wurde als zweites Kind des Bahnverwalters Heinrich Betsch und seiner Frau Jakobina in Pirmasens geboren. Er besuchte dort ab 1894 die Volks- und Realschule, sein Abitur machte er von 1905 bis 1907 auf der Oberrealschule in Kaiserslautern. An der Technischen Hochschule in München studierte Betsch ab 1908 Maschinenbau, das Staatsexamen zum Diplomingenieur legte er 1912 ab. Während seiner Studentenzeit wurde er Mitglied des Corps Germania.
Im Anschluss an sein Studium arbeitete Betsch als Assistent von Dr. Carl Heinel an der Königlich Technischen Hochschule Breslau. Den Ersten Weltkrieg verbrachte Betsch bei der Fliegertruppe und wurde Ende 1916 als Abnahmeingenieur der Inspektion der Fliegertruppen (Idflieg)  zur Bauaufsicht 13 der Fokkerwerke Schwerin abkommandiert.
Bereits während seiner Zeit in Breslau war Betsch mit dem Bergstadt-Verlag in Verbindung getreten und veröffentlichte ab 1915 in dessen Zeitschrift Die Bergstadt erste schriftstellerische Arbeiten. In Schwerin schrieb Roland Betsch 1916 seinen ersten Roman Benedikt Patzenberger, im Anschluss entstanden die Verse zur Aviatiade Flinz und Flügge. Beide Arbeiten erschienen zuerst als Fortsetzungen in den Monatsblättern Die Bergstadt, dann veröffentlichte der Bergstadt-Verlag die Manuskripte in Buchform. Noch zwei weitere Romane entstanden in Schwerin: Ein Messias und Der wilde Freiger, wobei Betsch im letztgenannten Band offenbar seine Eindrücke vom Flugzeugbau in Schwerin einfließen ließ.
Seit dem Kriegsende im November 1918 arbeitete Betsch als freier Schriftsteller, er verließ Schwerin Ende 1919 und zog zu seinen Eltern nach Kirchheim, Anfang 1923 musste er sein Domizil nach Karlsruhe verlegen. Bereits in Kirchheim bereitete Betsch mit dem Buchhändler David Andreas Koch die Veröffentlichung einer monatlich erscheinenden Zeitschrift für Pfälzer Literatur und Kunst vor, die Heimaterde erschien erstmalig Mitte 1923. Betsch war sehr produktiv und schrieb Gedichte, Ratgeber oder Kurzgeschichten für verschiedene Zeitungen und Zeitschriften, darunter die Die Gartenlaube oder Die Woche; in rascher Folge erschienen mehrere Romane und Anfang der 1930er Jahre verbuchte Betsch Erfolge mit den Theaterkomödien Salvermoosers seltsame  Seelenwanderung und Hans Fidibus im Glück. 
Er entwarf Szenarien und schrieb Hörspiele für den Rundfunk, auch die Filmindustrie interessierte sich für ihn. Sein Roman Der Wilde Freiger wurde schon 1923 unter der Regie von Rolf Randolf verfilmt, der in dem Stummfilm auch eine Hauptrolle übernahm. Narren im Schnee kam 1938 mit Anny Ondra auf die große Leinwand, für den erfolgreichen Spielfilm Zirkus Renz mit René Deltgen entwarf Betsch im Oktober 1941 das Exposé und verfasste im folgenden Jahr das Drehbuch. Der aufwändig produzierte Zirkusfilm kostete 2.149.000 Reichsmark, brachte aber nach nur acht Monaten Spielzeit 5.755.000 RM an den Kinokassen ein.
In Oldenburg heiratete Roland Betsch am 10. Juni 1930 die Fabrikantentochter Elisabeth „Liesel“ Göbels, das Paar zog nach Ettlingen in ein Haus auf der Lorettohöhe. 
Der NSDAP-nahe Kampfbund für deutsche Kultur in der Westmark berief ihn 1933 zum Vorsitzenden. Auf Initiative der Tageszeitung Leipziger Neueste Nachrichten  unternahmen Betsch und sieben weitere deutsche Schriftsteller im Mai 1936 eine Dichterreise durch Bayern. Die Teilnehmer gründeten 1937 den Bamberger Dichterkreis.
Phasenweise litt Betsch an Depressionen, die ihn menschenscheu und ungesellig machten. Während seine Pfälzer Heimat zwischen 1919 und 1930 durch französische Truppen besetzt war, peinigten ihn zusätzlich starke Zukunftsängste. 
Der Einmarsch von Franzosen in Ettlingen am 4. April 1945 löste wieder eine tiefe Krise bei ihm aus. Roland Betsch beging gemeinsam mit seiner Frau Liesel am 6. April 1945 Suizid.
In der Sowjetischen Besatzungszone wurden seine Werke Abwehr und Heimkehr (1940) und Regieexpreß D 21 (1944) auf die Liste der auszusondernden Literatur gesetzt.
Sein Nachlass befindet sich in der Stadtbücherei Pirmasens.

## Ehrungen
- Träger des Westmark-Literaturpreises Kurt Faber
- 1963 Benennung einer Grünanlage in Ettlingen nach Roland Betsch
- 1973 Benennung einer Straße in Ettlingen nach Roland Betsch
- 1974 Benennung einer Straße in Pirmasens nach Roland Betsch

## Werke
- Benedikt Patzenberger, Breslau [u. a.] 1917
- Flinz und Flügge, Breslau 1917
- Der wilde Freiger, Berlin 1919
- Ein Messias, Berlin 1920
- Komödie Heckenmiller, Breslau [u. a.] 1921
- Wolfgang Wendlers Schicksal, Breslau [u. a.] 1922
- Der blinde Tod, Leipzig 1925
- Der Chinese, München 1925
- Land Irgendwo, München 1925
- Peter Buddensieck, der Meister der Lüfte, Breslau 1925
- Acht Hüttentage, Breslau 1928 (zusammen mit Franz Eberlin)
- Rheinpfalz, Leipzig 1928 (zusammen mit Lorenz Wingerter)
- Menschen im Föhn, Breslau 1929
- Salvermosers seltsame Seelenwanderung, Berlin 1930
- Das Experiment des Dr. Tintelott, Berlin 1931
- Gott in der Lawine, München 1931
- Hans Fidibus im Glück, Berlin 1934
- Die Verzauberten, Berlin 1934
- Narren im Schnee, Berlin 1935
- Die sieben Glückseligkeiten, Berlin 1936
- Ballade am Strom, Berlin 1939
- Abwehr und Heimkehr, Neustadt an d. Weinstr. 1940
- Durch das Tor der Freude, Neustadt a. d. Weinstr. 1940
- Ski-Wachs, Leipzig 1940
- Auch Unkraut blüht, Berlin 1941
- Zwischen Westwall und Maginotlinie, Kaiserslautern 1941
- Herzen im Schnee, Stuttgart 1942
- Kamerad durch dick und dünn, Budweis [u. a.] 1943
- Kleine Wildnis des Herzens, Stuttgart 1943
- Spuk im Spielsaal, Berlin 1943
- Die Meisterbläser, Gütersloh 1944
- Regie-Express D 21 und zwei andere Novellen, Leipzig 1944
- Vier Frauen und ein Sommer, Ettlingen in Baden 1949
- Phantastische Geschichten, Speyer 1968

## Herausgeberschaft
- Kurt Faber, der Weltwanderer, Speyer 1933 (herausgegeben zusammen mit Karl Graf)

## Verfilmungen
- 1923: Der wilde Freiger[15]
- 1938: Narren im Schnee[16]
- 1943: Zirkus Renz (Drehbuch)
- 1945: Wir beide liebten Katharina, (Drehbuch, Verfilmung unvollendet)
- 1954: Die Verzauberten (Förtrollad vandring, Schweden)[17]